# Ixonotus guttatus
Bulbul-malhado ou tuta-malhada (Ixonotus guttatus) é uma espécie de ave da família Pycnonotidae. É a única espécie do género Ixonotus.
Pode ser encontrada nos seguintes países: Angola, Camarões, República Centro-Africana, República do Congo, República Democrática do Congo, Costa do Marfim, Guiné Equatorial, Gabão, Gana, Guiné, Guiné-Bissau, Libéria, Nigéria, Serra Leoa, Tanzânia e Uganda.
Os seus habitats naturais são: florestas secas tropicais ou subtropicais , florestas subtropicais ou tropicais húmidas de baixa altitude e savanas húmidas.